# 浜松市立相生小学校
浜松市立相生小学校（はままつしりつ あいおいしょうがっこう）は、静岡県浜松市中央区向宿にある公立小学校。

## 沿革
- 1873年（明治6年）4月 - 「竜禅寺学校」創設[1]。
- 1881年（明治14年）1月14日 - 「竜禅寺学校」を南北二部に分離廃止[1]。
- 1887年（明治20年）1月25日 - 「村立上中尋常小学校」を設立[1]。
- 1890年（明治23年）3月28日 - 「村立上中尋常小学校」を廃止し、「敷知郡天神町村立尋常小学校」を設立[1]。
- 1900年（明治33年）9月 - 小学校令により「相生尋常小学校」を設立[1]。
- 1918年（大正7年）4月4日 - 高等科を併設し、「相生尋常小学校」と改称[1]。
- 1931年（昭和6年）4月1日 - 高等科廃止し、「浜松市立浜松相生尋常小学校」に改称[1]。
- 1941年（昭和16年）4月1日 - 「浜松市立相生国民学校」と改称、現在地に移転[1]。
- 1947年（昭和22年）4月1日 - 「浜松市立相生小学校」と改称[1]。
- 1957年（昭和32年）8月27日 - K式構造2階建第三棟（5教室）竣工。
- 1960年（昭和35年）2月12日 - 鉄筋コンクリート2階建第三棟（4教室）竣工。
- 1963年（昭和38年）8月1日 - 大プール落成（25m×12.5m）。
- 1965年（昭和40年）3月25日 - 体育館落成。
- 1971年（昭和46年）3月27日 - 鉄筋コンクリート4階建第一棟北校舎（6教室・職員室）竣工。
- 1972年（昭和47年）3月20日 - 鉄筋コンクリート4階建第一棟北校舎（9教室・校長室）竣工。
- 1973年（昭和48年）5月2日 - 鉄筋コンクリート4階建第一棟北校舎（理科室・更衣室・印刷室・図工室・音楽室）竣工。
- 1974年（昭和49年）4月1日 - 鉄筋3階建第二棟南校舎（5教室）竣工。
- 1977年（昭和52年）3月2日 - 鉄筋3階建第二棟南校舎（5教室）竣工。
- 1978年（昭和53年）
  - 4月20日 - 第三棟警報機及び消火栓設備設置。
  - 4月25日 - 給食室完成。
  - 5月15日 - 大小プール改装完成（12.5m×6m）。
- 1980年（昭和55年）
  - 4月1日 - 固定遊具3点設置。
  - 8月31日 - 第三棟東側教室アルミサッシ改修完成。
- 1982年（昭和57年）
  - 3月31日 - K式構造2階建8教室取り壊し。
  - 4月3日 - 鉄筋3階建第二棟南校舎（5教室）竣工。同日、汲排水集中管理棟新設。
- 1983年（昭和58年）2月25日 - 体育館竣工。
- 1988年（昭和63年）
  - 3月17日 - 大小プール落成（25m×15m・12.5m×8m）。
  - 9月20日 - 第一棟大規模改修工事完了。
- 1990年（平成2年）
  - 9月 - 総合遊具・木造アスレチックを改修・新築。
  - 11月3日 - 創立100周年記念式典挙行[1]。
- 1992年（平成4年）10月 - 体育館・運動場放送設備を新規購入。
- 1993年（平成5年）9月 - 第二棟・第三棟渡り廊下改修。
- 1996年（平成8年）
  - 2月9日 - 図書室・多目的ホール完成。
  - 3月1日 - 第三棟取り壊し。
  - 4月1日 - 第一棟を北校舎、第二棟を南校舎とする。
- 1998年（平成10年）10月15日 - エアコン取り付け工事完了。
- 2000年（平成12年）
  - 5月11日 - 芝生広場完成。
  - 10月13日 - 相生自然公園完成。
  - 11月21日 - 創立110周年記念式典挙行[1]。
- 2001年（平成13年）8月 - 校内LAN工事実施し、各教室へコンピュータを導入。
- 2002年（平成14年）
  - 3月 - 校地南側緑化工事。
  - 6月 - 北門東側フェンス取り替え工事
  - 10月 - 希望の道側溝整備。
- 2003年（平成15年）6月 - 正門北側フェンス撤去及び緑化。
- 2004年（平成16年）
  - 3月 - 木造アスレチック遊具補修工事。
  - 8月 - 階段手すり設置。
  - 11月 - 運動場排水溝設置・夜間照明全面取替工事。
- 2005年（平成17年）
  - 3月 - 運動場東側フェンスと、南校舎2階・3階床一部張替の各工事。
  - 8月 - 北校舎階段フローリング張替。同月、北校舎1階教室移動式黒板取替工事。
- 2006年（平成18年）
  - 3月 - 校舎昇降口・通路スロープ工事及び南校舎側通路舗装工事。
  - 7月 - 運動場東側防球フェンス取替工事。
- 2007年（平成19年）
  - 2月 - 玄関自動ロック設置。
  - 3月 - なかよし館新築。
  - 6月 - 学校農園水道設置工事。
- 2017年（平成29年）12月 - 運動場東側防砂ネット設置。
- 2018年（平成30年）
  - 1月 - 木造アスレチック遊具補修工事。
  - 3月 - 校内放送設備取替。

## 学区
中央区
- 相生町
- 富吉町
- 中島町
- 中島一～四丁目
- 名塚町
- 向宿一～三丁目
- 領家一～三丁目
  - 上記地区は旧中区
- 三島町（1841番地～1852番地（旧領家町））
  - 上記地区は旧南区

## アクセス
- 遠鉄バス大塚ひとみヶ丘線・掛塚さなる台線「名塚西」停留所から、徒歩3分

## 卒業生
- 山﨑真之輔（参議院議員）

## 関連事項
- 静岡県小学校一覧